# Kampfhäusl
Das sogenannte Kampfhäusl war eine kleine Blockhütte auf dem Waldgrundstück des Gebirgskurhauses Obersalzberg (vormals: Pension Moritz; ab 1928: Platterhof) in Obersalzberg, damals noch eine Gnotschaft der Gemeinde Salzberg, die 1972 nach Berchtesgaden im Landkreis Berchtesgadener Land eingemeindet wurde.

## Geschichte
Nach Obersalzberg führte Hitler erstmals ein Besuch von Dietrich Eckart im Mai 1923. Der nach ihm benannte Hitler-Prozess führte trotz der Verurteilung zu einer Mindeststrafe von fünf Jahren Festungshaft in Landsberg, wo er bereits seinem späteren Stellvertreter Rudolf Heß den ersten Band von Mein Kampf diktiert haben soll, bereits am 20. Dezember 1924 zu seiner vorzeitigen Entlassung auf Bewährung. (Laut Joachim Fest soll der erste Band erst nach der Haft wie der zweite von Hitler in Obersalzberg diktiert worden sein.) Erschienen ist dieser Band dann in einer ersten Auflage am 18. Juli 1925.

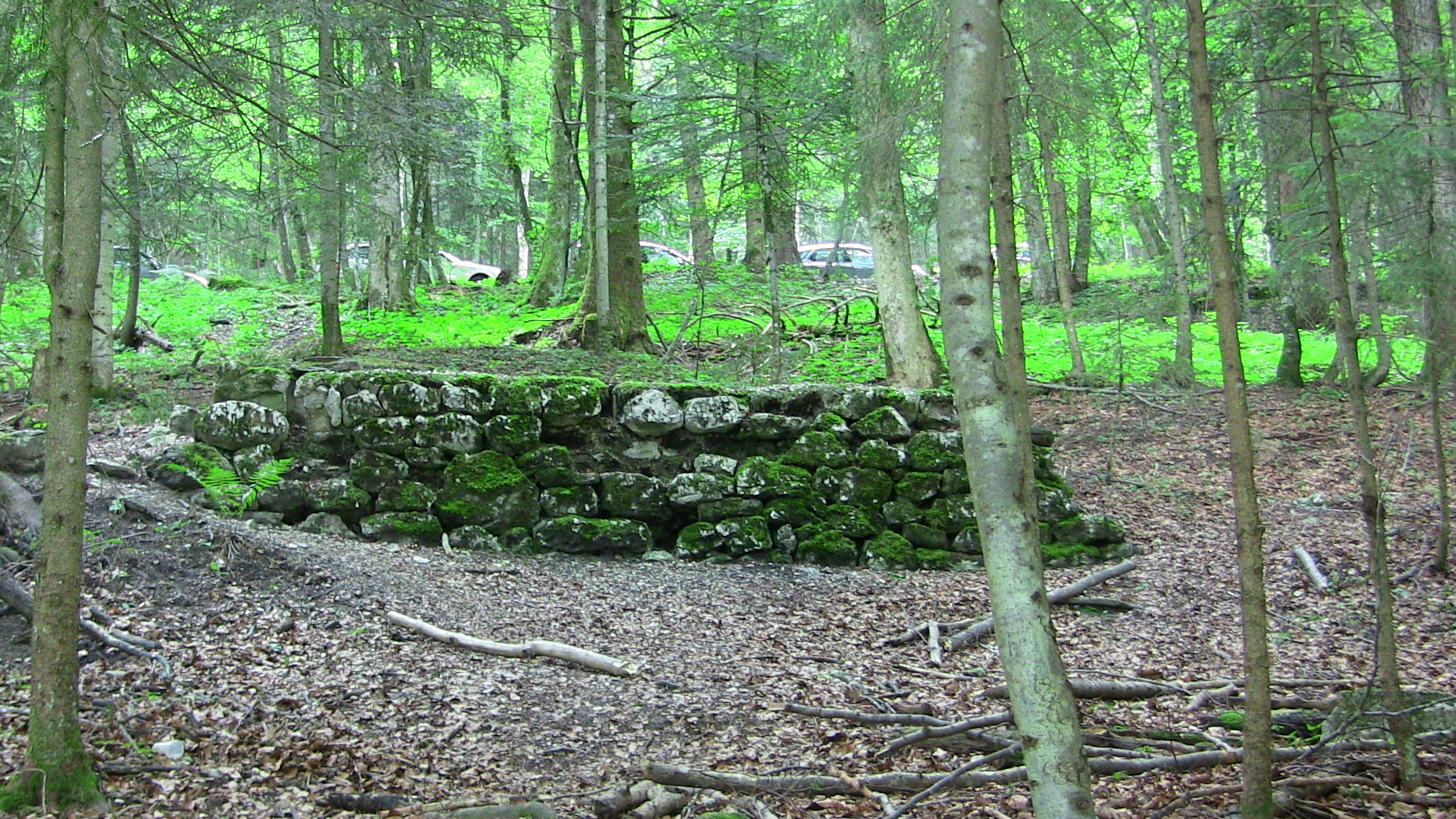
Überreste der Fundamente des so genannten „Kampfhäusls“

Im Sommer des gleichen Jahres, nach seiner Entlassung aus dem Gefängnis, war er unter dem Namen Hugo Wolf Gast in der seinerzeit von Bruno Büchner und seiner Frau gepachteten Pension Gebirgskurhaus Obersalzberg. In einer kleinen Blockhütte, die etwas oberhalb davon auf dem zur Pension gehörenden Waldgrundstück stand, sowie in dem Berchtesgadener Hotel Deutsches Haus diktierte er den zweiten Teil seines Manuskripts von Mein Kampf dem ihm im Ersten Weltkrieg noch als Vizefeldwebel vorgesetzten Max Amann. Wegen dieser Niederschriften wurde die Holzhütte von seinen Anhängern später als „Kampfhäusl“ verklärt.

Der Alpengasthof Steiner unterhalb der von Hitler bewohnten Pension diente Obersalzberg als Poststelle. Thekla Rasp, die Frau des Gasthofinhabers, erinnert sich an den „Herrn Dr. Wolf“ wie folgt:

„Also der war beim Büchern, dann als Dr. Wolf, und da ham mir auch Telegramme nauftragen und i woaß no guat, des Häusl war in so oan klonna Birkenwald, und da war rechts a Bett, wenn ma neinganga is, in der Mitt so a Kachelofen, links a Tisch und a Stuhl, und des war alles. […] Und da hat der Amann tippt auf der Schreibmaschine. Mein Mo is da neinkemma mit der Post. Da hat er schon an „Mein Kampf“ gearbeitet. Und da hat er gesagt: „Steffl, du sollst einmal von den ersten eins kriegen.“ Und der hat also des Buch kriegt, mit eigener Widmung.“

Die Einrichtung der Hütte umfasste demnach während der Entstehungszeit von Mein Kampf lediglich einen Kachelofen sowie einen Tisch, einen Stuhl und ein Bett.
Im Sommer 1928, nachdem die Büchners die Pension erworben und in Pension Platterhof umbenannt hatten, brachte Hitler in der Blockhütte auch „seine Gedanken zur deutschen Außenpolitik“ zu Papier.
Die Blockhütte wurde laut Ulrich Chaussy „nach 1945 abgetragen“, laut Rainer Blasius „1951 abgerissen“. Heute existieren nur noch Überreste ihres Fundaments. (→ siehe auch: Dokumentation Obersalzberg)